# 妙爾尼爾

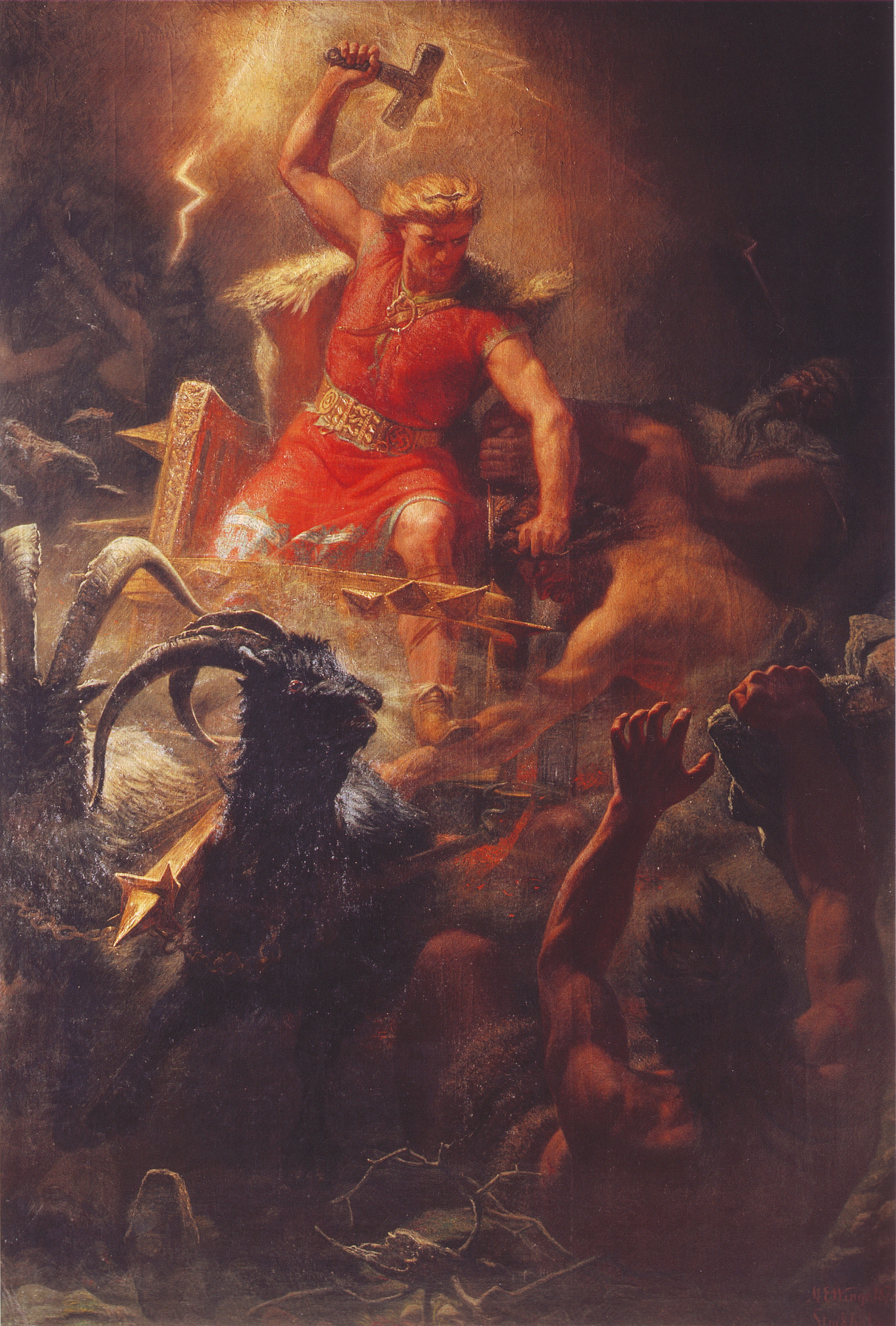
手持妙爾尼爾的索爾

妙爾尼爾（Mjölnir），意譯為雷神之鎚、雷霆戰鎚，是雷神索爾的武器。Mjölnir在古諾斯語中有「粉碎」的意思。

古北日曼人常會配戴妙爾尼爾形狀的項鍊作為護身符。

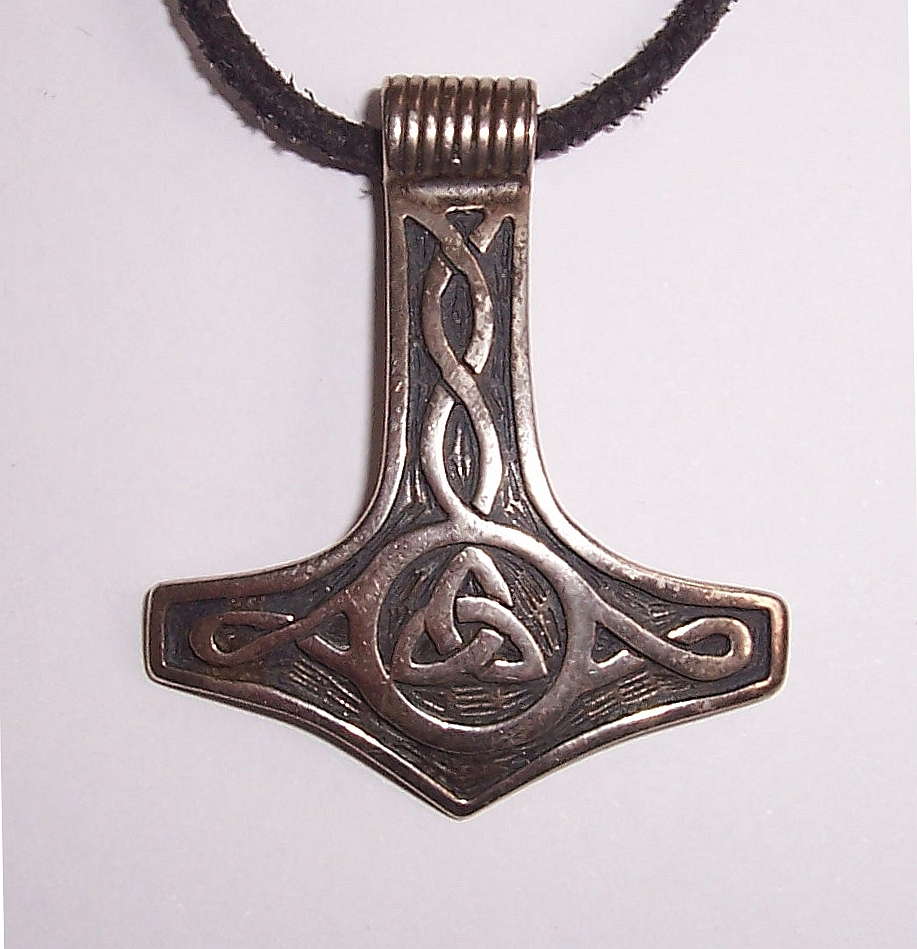
妙爾尼爾形狀的項鍊掛墜。

## 相關故事
- 《詩體埃達》

妙爾尼爾是由一對矮人工匠兄弟打造而成。在鍛造的過程中，洛基變形成飛蟲干擾矮人工匠，因此妙爾尼爾的握柄才會特別短。
- 《索列姆之歌 (Þrymskviða)》[1]

妙爾尼爾曾被巨人之王索列姆偷去，並以此要脅諸神必須將弗蕾亚女神嫁給他。於是索爾前去拜訪芙蕾亞商討此事，卻遭受拒絕。得知此事後，洛基建議索爾可以假扮成芙蕾亞接受婚約，索爾起初堅決反對，但洛基以少了妙爾尼爾讓索爾的戰力銳減，可能會導致諸神敗於巨人手中，索爾無奈只好接受。
男扮女裝的索爾與洛基一同前往索列姆居住的約頓海姆，索列姆王看到索爾，以為是芙蕾亞答應了婚事，於是開心地舉辦宴席招待遠道而來的未婚妻。在宴會上，索爾龐大的胃口、憤怒的眼神、強壯的體魄引起了索列姆的懷疑，但是洛基用機智的話語打消了索列姆的疑慮，成功化險為夷。
最後，洛基以準新娘芙蕾亞想要一睹妙爾尼爾為由，請求索列姆命人取來妙爾尼爾，索列姆不疑有他答應請求。索爾取回妙爾尼爾後，憤怒地擊殺了索列姆與其他在場的巨人，隨後啟程返回阿斯加德。